# Адомах
Адомах (Адомаха, Адамаха, Домаха) — город бродников в русле реки Кальмиус
Существовал примерно в XII—XIV веках. Был одним центром бродников, имел свою гавань, участвовал в морской торговле. Бродники, вероятно, были прообразом казачества.
Исследователи считают, что в XVI веке казаки основали на его месте форпост Домаха, а в XVIII веке на этом месте основан город Мариуполь.